# Henry Gardinn
Henry Gardinn was een slachtoffer van de heksenvervolging in Europa. Hij werd ervan beschuldigd een weerwolf te zijn en werd in het land van Limburg (Heusden of Maastricht) in 1605 levend verbrand.
Henry Gardinn bekende dat twee mannen, waaronder Jan Le Loup, hem ertoe hadden aangezet zich in een wolf te verkleden. Op hun aanraden trok hij een kattenvel over het hoofd, waarop hij in een weerwolf veranderde. Zes dagen later roofden hij en zijn kompanen een kind dat door het drietal werd opgegeten.
Op basis van deze bekentenis werd Henry ter dood veroordeeld en levend verbrand.
Het stripalbum De weerwolf in de reeks Suske en Wiske (van Willy Vandersteen) is gebaseerd op de figuur van Henry Gardinn. Het album werd ook vertaald in het Limburgs als De Waerwouf van Ieëtselder.